# Kuamang Jaya
Kuamang Jaya is een bestuurslaag in het regentschap Bungo van de provincie Jambi, Indonesië. Kuamang Jaya telt 1447 inwoners (volkstelling 2010).